# Campionat uruguaià de futbol
El Campionat uruguaià de futbol és la màxima competició futbolística del país. És organitzada per l'Asociación Uruguaya de Fútbol. La màxima categoria rep el nom de Primera División Uruguaya, amb 16 participants, però dominada pels dos grans, el Club Atlético Peñarol i el Club Nacional de Football, que es disputen el Clàssic del futbol uruguaià.

## Història
Entre 1900 i 1931, la lliga fou una competició amateur. A partir de 1932 esdevingué un campionat professional.
L'any 1994, la competició fou dividida en dues fases anomenades Torneo Apertura i Torneo Clausura. Els vencedors dels dos torneigs disputen una eliminatòria a doble volta per decidir el campió del campionat.
La temporada 2005/2006 el vencedor de la final entre els campions dels torneigs d'obertura i clausura hagueren de jugar contra el millor club de la classificació agregada per decidir el campió.

## Historial
Font:

### Era amateur (Asociación Uruguaya de Foot-ball)
- 1900:  C.U.R.C.C. (1)
- 1901:  C.U.R.C.C. (2)
- 1902:  Nacional (1)
- 1903:  Nacional (2)
- 1904: no es disputà [a]
- 1905:  C.U.R.C.C. (3)
- 1906:  Montevideo Wanderers (1)
- 1907:  C.U.R.C.C. (4)
- 1908:  River Plate FC (1) [b]
- 1909:  Montevideo Wanderers (2)
- 1910:  River Plate FC (2)
- 1911:  C.U.R.C.C. (5)
- 1912:  Nacional (3)
- 1913:  River Plate FC (3)
- 1914:  River Plate FC (4)
- 1915:  Nacional (4)
- 1916:  Nacional (5)
- 1917:  Nacional (6)
- 1918:  Peñarol (6)
- 1919:  Nacional (7)
- 1920:  Nacional (8)
- 1921:  Peñarol (7)
- 1922:  Nacional (9)
- 1923:  Nacional (10) [c]
- 1924:  Nacional (11) [c]
- 1925: no es completà [d]
- 1926: no es disputà [e]
- 1927:  Rampla Juniors (1)
- 1928:  Peñarol (8)
- 1929:  Peñarol (9)
- 1930: no es disputà [f]
- 1931:  Montevideo Wanderers (3)

### Era amateur (campionats no oficials)
Federación Uruguaya de Foot-ball
- 1923:  Montevideo Wanderers
- 1924:  Peñarol

Consejo Provisorio
- 1926:  Peñarol

### Etapa professional
- 1932:  Peñarol (10)
- 1933:  Nacional (12)
- 1934:  Nacional (13)
- 1935:  Peñarol (11)
- 1936:  Peñarol (12)
- 1937:  Peñarol (13)
- 1938:  Peñarol (14)
- 1939:  Nacional (14)
- 1940:  Nacional (15)
- 1941:  Nacional (16)
- 1942:  Nacional (17)
- 1943:  Nacional (18)
- 1944:  Peñarol (15)
- 1945:  Peñarol (16)
- 1946:  Nacional (19)
- 1947:  Nacional (20)
- 1948: no finalitzà [g]
- 1949:  Peñarol (17)
- 1950:  Nacional (21)
- 1951:  Peñarol (18)
- 1952:  Nacional (22)
- 1953:  Peñarol (19)
- 1954:  Peñarol (20)
- 1955:  Nacional (23)
- 1956:  Nacional (24)
- 1957:  Nacional (25)
- 1958:  Peñarol (21)
- 1959:  Peñarol (22)
- 1960:  Peñarol (23)
- 1961:  Peñarol (24)
- 1962:  Peñarol (25)
- 1963:  Nacional (26)
- 1964:  Peñarol (26)
- 1965:  Peñarol (27)
- 1966:  Nacional (27)
- 1967:  Peñarol (28)
- 1968:  Peñarol (29)
- 1969:  Nacional (28)
- 1970:  Nacional (29)
- 1971:  Nacional (30)
- 1972:  Nacional (31)
- 1973:  Peñarol (30)
- 1974:  Peñarol (31)
- 1975:  Peñarol (32)
- 1976:  Defensor (1)
- 1977:  Nacional (32)
- 1978:  Peñarol (33)
- 1979:  Peñarol (34)
- 1980:  Nacional (33)
- 1981:  Peñarol (35)
- 1982:  Peñarol (36)
- 1983:  Nacional (34)
- 1984:  Central Español (1)
- 1985:  Peñarol (37)
- 1986:  Peñarol (38)
- 1987:  Defensor (2)
- 1988:  Danubio (1)
- 1989:  Progreso (1)
- 1990:  Bella Vista (1)
- 1991:  Defensor Sporting (3)
- 1992:  Nacional (35)
- 1993:  Peñarol (39)
- 1994:  Peñarol (40)
- 1995:  Peñarol (41)
- 1996:  Peñarol (42)
- 1997:  Peñarol (43)
- 1998:  Nacional (36)
- 1999:  Peñarol (44)
- 2000:  Nacional (37)
- 2001:  Nacional (38)
- 2002:  Nacional (39)
- 2003:  Peñarol (45)
- 2004:  Danubio (2)
- 2005:  Nacional (40)
- 2005-06:  Nacional (41)
- 2006-07:  Danubio (3)
- 2007-08:  Defensor Sporting (4)
- 2008-09:  Nacional (42)
- 2009-10:  Peñarol (46)
- 2010-11:  Nacional (43)
- 2011-12:  Nacional (44)
- 2012-13:  Peñarol (47)
- 2013-14:  Danubio (4)
- 2014-15:  Nacional (45)
- 2015-16:  Peñarol (48)
- 2016:  Nacional (46) [h]
- 2017:  Peñarol (49)
- 2018:  Peñarol (50)
- 2019:  Nacional (47)
- 2020:  Nacional (48)
- 2021:  Peñarol[6] (51)
- 2022:  Nacional (49)
- 2023:  Liverpool (1)
- 2024:  Peñarol (52)

## Palmarès
| - Nacional 11 - CA Peñarol (C.U.R.C.C.) 9 - River Plate F.C. 4 - Montevideo Wanderers 3 - Rampla Juniors 1 | - CA Peñarol 43 - Nacional 38 - Defensor Sporting 4 - Danubio 4 - Bella Vista 1 - Central Español 1 - CA Progreso 1 - Liverpool Fútbol Club 1 | - CA Peñarol (C.U.R.C.C.) 52 (+ 2 no oficials) - Nacional 49 - River Plate F.C. 4 - Defensor Sporting 4 - Danubio 4 - Montevideo Wanderers 3 (+ 1 no oficial) - Rampla Juniors 1 - Central Español 1 - Progreso 1 - Bella Vista 1 - Liverpool Fútbol Club 1 |